# Pattani United Liberation Organization

Pulos flagga.

Pattani United Liberation Organization (malajiska: Pertubuhan Pembebasan Bersatu Patani; förkortat Pulo) är en muslimsk separatistorganisation i södra Thailand vid gränsen mot Malaysia. I provinserna Pattani, Yala och Narathiwat är majoriteten av befolkningen muslimsk och där har en väpnad kamp för självständighet pågått sedan 1960-talet. Dessa provinser utgjorde ett självständigt sultanat innan de annekterades av Thailand 1902.
Pulo som bildades 1968 fick åtminstone till en början stöd från framför allt den malaysiska delstaten Kelantan. "Nationella revolutionära fronten", Barisan Revolusi Nasional (BRN), hade fomats i området fem år tidigare. Deras militära gren har bedrivit så kallad lågintensiv krigföring mot de thailändska myndigheterna. 
Pulo påpekar att organisationens medlemmar visserligen är muslimer, men att kampen är baserad på etnisk och historisk särart, inte religiös. 